# ستيف روشي (لاعب دوري الرغبي)
ستيف روشي (بالإنجليزية: Steve Roach)‏ هو لاعب دوري الرغبي أسترالي، ولد في 24 أبريل 1962 في سيدني في أستراليا.

## وصلات خارجية
- ستيف روشي على موقع IMDb (الإنجليزية)
- ستيف روشي على موقع IMDb (الإنجليزية)